# WoertherSee Classics Festival

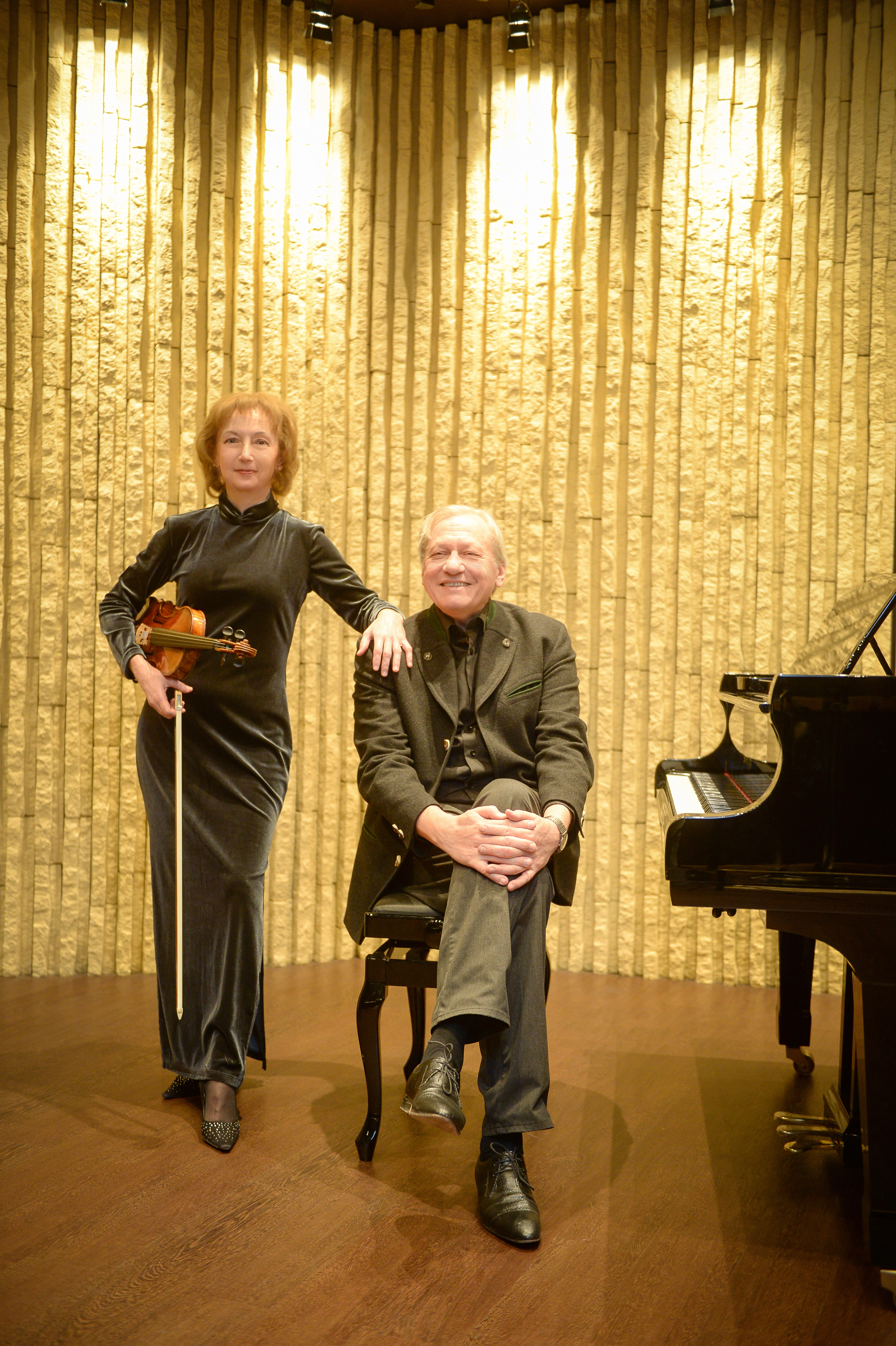
Intendantin Elena Denisova und künstlerischer Leiter Alexei Kornienko

Das WoertherSee Classics Festival ist eine seit 2002 jährlich stattfindende Konzert- und Veranstaltungsreihe in Klagenfurt am Wörthersee.
In ihrem Mittelpunkt steht die Präsentation der Werke von fünf mit dem Wörthersee verbundenen Komponisten der musikalischen Spätromantik und frühen Moderne: Gustav Mahler, Alban Berg, Anton von Webern, Johannes Brahms und Hugo Wolf.
Gleichzeitig versteht das Festival sich als Forum für zeitgenössische Kompositionen. Zu den zahlreichen Musikern, deren Werke in den letzten Jahren aufgeführt wurden – teils handelte es sich um Auftragskompositionen und Uraufführungen –, zählen Franz Hummel, Dieter Kaufmann, Alfred Huber, Wolfram Wagner, Maximilian Kreuz, Otto M. Zykan, Udo Zimmermann, Gerhard Lampersberg, Metropolit Hilarion Alfejew u. a.
Auch ältere Raritäten werden regelmäßig vorgestellt. Auf dem Programm standen in den letzten Jahren Werke von Josef Suk und Reinhold Glière, von Édouard Lalo und Eugène-Auguste Ysaÿe.

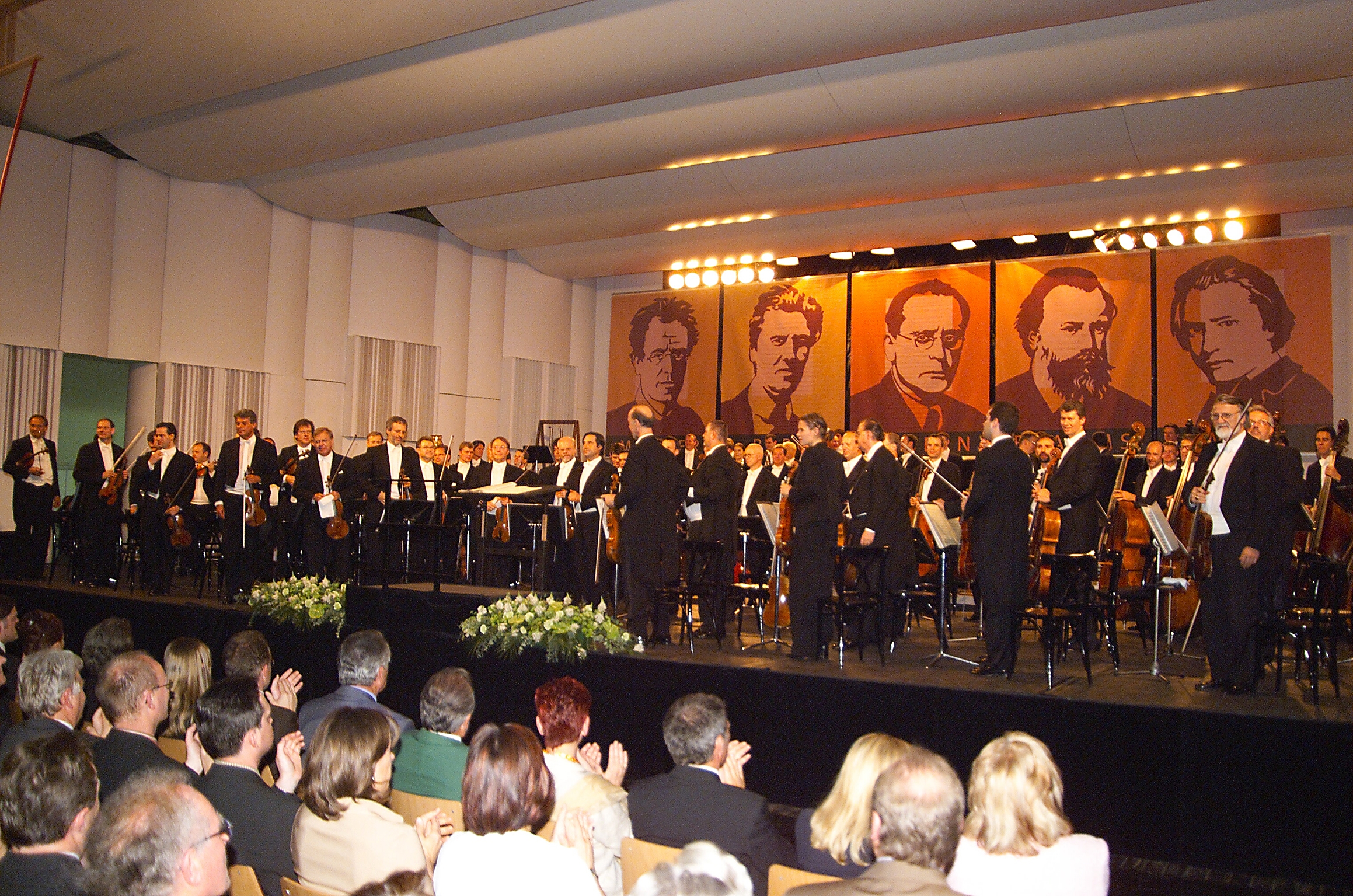
Die Wiener Philharmoniker und Riccardo Muti beim Festival

Zu den teilnehmenden Orchestern und Ensembles gehörten bisher das Royal Philharmonic Orchestra (London), die Wiener Philharmoniker, das Moscow Philharmonic Orchestra, der Wiener Concert-Verein, das Amarcord Quartett und das Hugo-Wolf-Quartett; zu den Künstlern Sabine und Wolfgang Meyer, Johannes und Eduard Kutrowatz, Tao Fan, Gilbert Kaplan, Nuria Nono Schoenberg, Gaston Fournier-Facio, Robert Meyer, Mikhail Pletnev, Misha Maisky, Riccardo Muti u. v. a.
Das Festival wird veranstaltet von der Österreichischen Gustav-Mahler-Vereinigung. Intendantin ist die Geigerin Elena Denisova, künstlerischer Leiter der Pianist und Dirigent Alexei Kornienko.